# Marmosa rubra
Marmosa rubra e вид опосум от семейство Didelphidae.
Видът е разпространен в Перу и Еквадор по поречието на Амазонка. Обитава тропически гори. Лесно приспособим е към местообитания променени от човешката дейност.